# Timariote

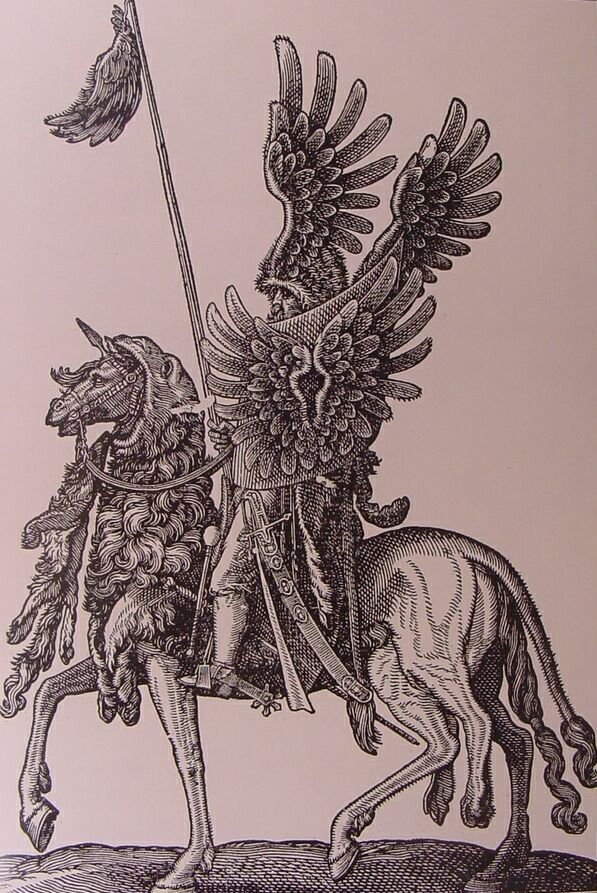
Delı ou cavalier turc (gravure allemande).

Les timariots ou timariotes (timarlu en turc) sont une armée irrégulière de cavaliers légers qui servaient le sultan ottoman en temps de guerre, en échange d'un fief appelé timar.
Ils constituaient une part importante et prestigieuse de l'armée ottomane, de par leur faible coût d'entretien, et conservèrent cette vocation jusqu'au XVIIe siècle. Le titre de timariot et leurs possessions perdurèrent après cette période mais devint atteint par la corruption, en étant attribué au plus offrant plutôt qu'au plus méritant.

## Une fonction administrative
Les timariotes pouvaient être nommés par la cour du sultan ou les gouverneurs de province. Le timar était une concession fiscale, à la différence du fief occidental : le timariote collectait directement les impôts dus à l'État, la terre demeurant propriété du Sultan ; en échange, il devait chaque année un service militaire, devant rejoindre l'armée avec son équipement, et accompagné d'un certain nombre de suivants en fonction de la taille de son timar. Bien que la fonction de timariote ne soit pas héréditaire, il arrivait de facto qu'il soit pourtant transmis directement aux héritiers.

## Une armée rapidement mobilisable
En temps de guerre, le timariot ramenait son propre équipement ainsi qu'un certain nombre de soldats armés (cebelu), en fonction du revenu de ses terres.
De cette façon, l'armée ottomane pouvaient rapidement mobiliser des soldats supplémentaires, qui, une fois la guerre finie, n'avaient pas à être entretenus par le sultan, les timariots retournant sur leurs terres.
Lors de campagnes militaires, les timariots étaient organisés en régiments appelés alays qui étaient commandés par des alay beys.
Les alays étaient réunies en sanjak commandés par les sanjak beys. L’ensemble des régiments d’une province étaient dirigés par les gouverneurs de provinces, les beylerbeys.
Une province au XVIe siècle, selon sa taille, pouvait mobiliser plusieurs centaines de timariots. En 1525, on comptait 37 818 timariots, recensés à partir des relevés d’impôts. Le nombre d'hommes armés mobilisables était estimé à 50 000. Toutefois, ceux-ci étaient disséminés à travers l'empire et ne pouvaient servir dans la même campagne au même moment.
Cette cavalerie était réputée mieux disciplinée que l'armée régulière des sipahis de la porte, même si cette dernière était mieux affutée.